# Daň z nemovitých věcí
Daň z nemovitých věcí
je jedna z majetkových daní. Touto daní je každoročně zdaňováno vlastnictví nemovité věci podle zákona 338/1992 Sb. Výlučným příjemcem výnosů daně jsou obce, zatímco správu daně zajišťuje stát prostřednictvím finančních úřadů.
Daň z nemovitých věcí je souhrnným označením dvou různých daní:
- daň z pozemků,
- daň ze staveb a jednotek.

Každá z uvedených daní se stanovuje samostatně.
Předmětem daně jsou nemovité věci (pozemky, stavby, jednotky), které se nacházejí na českém území a které jsou evidované v katastru nemovitostí.

## Zdaňovací období
Za zdaňovací období se počítá kalendářní rok a poplatník je povinen podat příslušnému úřadu daňové přiznání do 31. ledna na zdaňovací období (tj. když se platí daň z nemovitých věcí za rok 2010, tak se musí daňové přiznání podat do 31. ledna 2011). Rozhodným obdobím pro výpočet daně je 1. 1. příslušného roku. Přiznání se nepodává v případě, že přiznání bylo podáno v letech minulých a nedošlo od té doby k žádné změně. Daň se platí bez ohledu na úroveň příjmu poplatníka. Místem určeným výnosu daně jsou rozpočty měst a obcí, v jejichž územním obvodě se zdaňovaná nemovitá věc nachází.

## Placení daně
Daň, která přesáhla částku 5 000 Kč, je splatná ve dvou stejných splátkách do 31. 5. a do 30. 11. (lze celou výši daně zaplatit najednou do 31. 5.), v opačném případě se musí zaplatit nejpozději do 31. 5. zdaňovacího období. Výjimku mají poplatníci, kteří provozují zemědělskou výrobu a chov ryb. Ti pak platí daň ve dvou splátkách (31. 8. a 30. 11.).